# 好好好想見到你
「好好好想見到你」演唱會是臺灣樂團五月天所舉辦的大型巡迴演唱會，2020年12月31日起在桃園舉行首場，後由於疫情原因，分別於2021年在臺南及2022年初在臺中、高雄表演，同年底於美國拉斯維加斯和紐約、新加坡以及馬來西亞舉行，2023年於香港、澳洲、北京、杭州、武漢、深圳与沈阳舉行。亚洲地区巡演在上海站收尾後，於2023年12月8日在法國巴黎举办最后一场并全程线上直播，總計76場演出。

## 背景
2020年11月7日，相信音樂宣布五月天於2020年底至2021年年初舉行「好好好想見到你」Mayday Fly to 2021 演唱會，於2020年12月25、26、27、31日、2021年1月1、2日於桃園國際棒球場舉行6場，後2020年12月25、26、27日之場次因嚴重特殊傳染性肺炎疫情影響，延期至1月8、9、10日舉行；2021年3月20、21、27、28、29日於臺南市立體育場連續舉行5場；原訂2021年2月17、18、20、21、22日於臺中洲際棒球場舉行5場，後因疫情因素延期至2021年12月4、5、10、11、12日，之後再度因疫情延期至2022年1月15、16、21、22、23日。此次演唱會相信音樂及五月天提供6,000張門票，委由桃園、臺中、臺南衛生局及護理師護士公會聯合會等相關單位，邀請辛勞的醫護人員參與。
2020年12月31日當天五月天在線上公開事前預錄的同名跨年演唱會線上特別版，讓無法實際參與演唱會的觀眾也能在線上一同跨年。
2021年6月28日，相信音樂以及新加坡主辦機構One Production宣佈，原定在2021年9月4日舉行的「Just Rock It 藍 Blue」新加坡場再度延期至2022年12月3日舉行，主題改為「好好好想見到你 Mayday Fly to 2022」。
2021年11月19日，宣布於高雄舉行「好好好想見到你」Mayday Fly to 2022 高雄跨年版演唱會，於2021年12月25、26、31、2022年1月1日在高雄世運主場館舉行共4場。
除了現場演唱會，五月天亦於2021年12月31日舉行「五月天 陪你跨年演唱會［線上特別版］MAYDAY FLY TO 2022」，讓無法親臨演唱會現場的觀眾，可以在線上和五月天一同跨年；線上演唱會以電影規格在高雄港口、愛河等地拍攝，更出動直昇機、挖土機、遊艇，瑪莎和冠佑為親自操作挖土機，還事先考取執照，線上演唱會邀請周杰倫擔任嘉賓。

## 製作
演出成員：
- 五月天 （阿信、怪獸、石頭、冠佑、瑪莎）

藝人經紀：
- 相信音樂

製作單位：
- 必應創造

## 曲序
以下列表僅以2020年12月31日台灣桃園場表演的曲目為代表，具體曲目在其他各場次可能出現變化。
1. 一顆蘋果
2. 盛夏光年
3. 愛情萬歲
4. 星空
5. 派對動物
6. 離開地球表面
7. 愛情的模樣
8. 知足
9. 孫悟空
10. 香水
11. 擁抱
12. 我在不願讓你一個人
13. 如果我們不曾相遇
14. 最重要的小事
15. 永遠的永遠
16. 勇敢+出頭天
17. 溫柔(還你自由版)
18. 終結孤單
19. 戀愛ING
20. 突然好想你
21. 諾亞方舟
22. 倔強
23. 瘋狂世界
24. OAOA
25. 玫瑰少年
26. 好好（想把你寫成一首歌）
27. 因為你所以我
28. 笑忘歌
29. 人生海海（feat.白安）
30. 刻在我心底的名字
31. 成名在望
32. 後來的我們
33. 乾杯

安可曲
1. 憨人
2. 聽不到

## 場次列表
| 場次列表 | 場次列表       | 場次列表            | 場次列表        | 場次列表                   | 場次列表                 | 場次列表   |
| 場次     | 日期           | 城市                | 國家／地區      | 場地                       | 暖場嘉賓                 | 表演嘉賓   |
| -------- | -------------- | ------------------- | --------------- | -------------------------- | ------------------------ | ---------- |
| 1        | 2020年12月31日 | 桃園市              | 臺灣            | 桃園國際棒球場             | 白安                     | 白安       |
| 2        | 2021年1月1日   | 桃園市              | 臺灣            | 桃園國際棒球場             | 家家                     | 周杰倫     |
| 3        | 2021年1月2日   | 桃園市              | 臺灣            | 桃園國際棒球場             | 魏嘉瑩                   | —          |
| 4        | 2021年1月8日   | 桃園市              | 臺灣            | 桃園國際棒球場             | 黃奕儒                   | —          |
| 5        | 2021年1月9日   | 桃園市              | 臺灣            | 桃園國際棒球場             | 麋先生                   | 茄子蛋     |
| 6        | 2021年1月10日  | 桃園市              | 臺灣            | 桃園國際棒球場             | 告五人                   | —          |
| 7        | 2021年3月20日  | 臺南市              | 臺灣            | 臺南市立體育場             | 告五人                   | 瑪莎       |
| 8        | 2021年3月21日  | 臺南市              | 臺灣            | 臺南市立體育場             | 麋先生                   | 周華健     |
| 9        | 2021年3月27日  | 臺南市              | 臺灣            | 臺南市立體育場             | 魏嘉瑩                   | 劉若英     |
| 10       | 2021年3月28日  | 臺南市              | 臺灣            | 臺南市立體育場             | 黃奕儒                   | 黃士       |
| 11       | 2021年3月29日  | 臺南市              | 臺灣            | 臺南市立體育場             | 宇宙人                   | —          |
| 12       | 2021年12月25日 | 高雄市              | 臺灣            | 高雄世運主場館             | 鼓鼓                     | —          |
| 13       | 2021年12月26日 | 高雄市              | 臺灣            | 高雄世運主場館             | HUSH                     | —          |
| 14       | 2021年12月31日 | 高雄市              | 臺灣            | 高雄世運主場館             | 蕭秉治                   | —          |
| 15       | 2022年1月1日   | 高雄市              | 臺灣            | 高雄世運主場館             | - 魏嘉瑩 - 告五人        | 冠佑       |
| 16       | 2022年1月15日  | 臺中市              | 臺灣            | 臺中洲際棒球場             | - 家家 - 麋先生          | —          |
| 17       | 2022年1月16日  | 臺中市              | 臺灣            | 臺中洲際棒球場             | - 琳誼 - 魏嘉瑩 - 怕胖團 | —          |
| 18       | 2022年1月21日  | 臺中市              | 臺灣            | 臺中洲際棒球場             | - 黃霆睿 - 黃奕儒        | 白安       |
| 19       | 2022年1月22日  | 臺中市              | 臺灣            | 臺中洲際棒球場             | 宇宙人                   | 白安       |
| 20       | 2022年1月23日  | 臺中市              | 臺灣            | 臺中洲際棒球場             | 黃士                     | 白安       |
| 21       | 2022年11月12日 | 拉斯維加斯          | 美国            | 美高梅大花園體育館         | —                        | —          |
| 22       | 2022年11月13日 | 拉斯維加斯          | 美国            | 美高梅大花園體育館         | —                        | —          |
| 23       | 2022年11月19日 | 紐約                | 美国            | 布魯克林巴克萊中心         | —                        | —          |
| 24       | 2022年12月3日  | 新加坡              | 新加坡          | 新加坡國家體育場           | —                        | 劉若英     |
| 25       | 2023年2月11日  | 马来西亚            | 马来西亚        | 武吉加里爾國家體育場       | - 白安 - 傻子與白痴      | 劉若英     |
| 26       | 2023年4月14日  | 香港                | 香港            | 中環海濱活動空間           | 宇宙人 蕭秉治            | 白安       |
| 27       | 2023年4月15日  | 魏嘉瑩 告五人       | —               | 中環海濱活動空間           |                          |            |
| 28       | 2023年4月16日  | 白安 魏嘉瑩＋琳誼   | —               | 中環海濱活動空間           |                          |            |
| 29       | 2023年4月21日  | 麋先生 魏嘉瑩＋琳誼 | 瑪莎            | 中環海濱活動空間           |                          |            |
| 30       | 2023年4月22日  | HUSH 鼓鼓           | —               | 中環海濱活動空間           |                          |            |
| 31       | 2023年4月23日  | 魏嘉瑩 傻子與白痴   | 白安            | 中環海濱活動空間           |                          |            |
| 32       | 2023年5月10日  | 雪梨                |                 | 庫多斯銀行體育館           | 白安                     | 白安       |
| 33       | 2023年5月12日  | 墨爾本              | 羅德·拉沃競技場 |                            | 白安                     | 白安       |
| 34       | 2023年5月13日  | 墨爾本              | 羅德·拉沃競技場 |                            | 白安                     | 白安       |
| 35       | 2023年5月26日  | 北京                | 中国大陆        | 北京國家體育場             | —                        | 白安       |
| 36       | 2023年5月27日  | 北京                | 中国大陆        | 北京國家體育場             | 蕭秉治                   | 白安       |
| 37       | 2023年5月28日  | 北京                | 中国大陆        | 北京國家體育場             | 魏嘉瑩＋琳誼             | 白安       |
| 38       | 2023年6月18日  | 杭州                | 中国大陆        | 黃龍體育中心               | 白安                     | 告五人     |
| 39       | 2023年6月19日  | 鼓鼓 魏嘉瑩         | 中国大陆        | 黃龍體育中心               | 白安                     |            |
| 40       | 2023年6月22日  | 武漢                | 中国大陆        | 武漢五環體育中心           | 白安                     | 白安       |
| 41       | 2023年6月23日  |                     | 中国大陆        | 武漢五環體育中心           | 白安                     | 白安       |
| 42       | 2023年6月24日  |                     | 中国大陆        | 武漢五環體育中心           | 白安                     | 白安       |
| 43       | 2023年6月25日  | 白安                | 中国大陆        | 武漢五環體育中心           | 蕭秉治                   |            |
| 44       | 2023年7月7日   | 深圳                | 中国大陆        | 深圳世界大學運動會體育中心 | 鼓鼓                     | —          |
| 45       | 2023年7月8日   | 深圳                | 中国大陆        | 深圳世界大學運動會體育中心 | 魏嘉瑩                   | —          |
| 46       | 2023年7月9日   | 深圳                | 中国大陆        | 深圳世界大學運動會體育中心 | 蕭秉治                   | —          |
| 47       | 2023年7月14日  | 瀋陽                | 中国大陆        | 瀋陽奧林匹克體育中心       | 家家                     | 黃渤＋大鹏 |
| 48       | 2023年7月15日  | 瀋陽                | 中国大陆        | 瀋陽奧林匹克體育中心       | 魏嘉瑩＋琳誼             | —          |
| 49       | 2023年7月16日  | 瀋陽                | 中国大陆        | 瀋陽奧林匹克體育中心       | 法蘭                     | —          |
| 50       | 2023年7月17日  | 瀋陽                | 中国大陆        | 瀋陽奧林匹克體育中心       | 鼓鼓 魏嘉瑩              | —          |
| 51       | 2023年8月24日  | 泉州                | 中国大陆        | 泉州海峽體育中心           | 鼓鼓                     | 白安       |
| 52       | 2023年8月25日  | 法蘭＋琳誼          | 中国大陆        | 泉州海峽體育中心           |                          | 白安       |
| 53       | 2023年8月26日  | 魏嘉瑩＋琳誼        | 中国大陆        | 泉州海峽體育中心           |                          | 白安       |
| 54       | 2023年9月8日   | 西安                | 中国大陆        | 西安奧體中心               | —                        | 白安       |
| 55       | 2023年9月9日   | 白安                | 中国大陆        | 西安奧體中心               |                          | 白安       |
| 56       | 2023年9月10日  | 魏嘉瑩              | 中国大陆        | 西安奧體中心               |                          | 白安       |
| 57       | 2023年9月15日  | 南京                | 中国大陆        | 南京奧林匹克體育中心       | 白安                     | 白安       |
| 58       | 2023年9月16日  | —                   | 中国大陆        | 南京奧林匹克體育中心       |                          | 白安       |
| 59       | 2023年9月17日  | —                   | 中国大陆        | 南京奧林匹克體育中心       |                          | 白安       |
| 60       | 2023年9月22日  | 重慶                | 中国大陆        | 重慶市奧林匹克體育中心     | —                        | 白安       |
| 61       | 2023年9月23日  |                     | 中国大陆        | 重慶市奧林匹克體育中心     | —                        | 白安       |
| 62       | 2023年9月24日  |                     | 中国大陆        | 重慶市奧林匹克體育中心     | —                        | 白安       |
| 63       | 2023年10月20日 | 成都                | 中国大陆        | 東安湖體育公園             | BOOM!怪物星人            | —          |
| 64       | 2023年10月21日 |                     | 中国大陆        | 東安湖體育公園             | BOOM!怪物星人            | —          |
| 65       | 2023年10月22日 | 麋先生              | 中国大陆        | 東安湖體育公園             |                          | —          |
| 66       | 2023年11月12日 | 上海                | 中国大陆        | 上海體育場                 | 白安                     | —          |
| 67       | 2023年11月13日 | 宇宙人              | 中国大陆        | 上海體育場                 | 蕭秉治                   |            |
| 68       | 2023年11月14日 | 鼓鼓                | 中国大陆        | 上海體育場                 | —                        |            |
| 69       | 2023年11月16日 | 麋先生              | 中国大陆        | 上海體育場                 | 告五人                   |            |
| 70       | 2023年11月17日 | BOOM!怪物星人       | 中国大陆        | 上海體育場                 | —                        |            |
| 71       | 2023年11月18日 | 家家                | 中国大陆        | 上海體育場                 | —                        |            |
| 72       | 2023年11月20日 | BOOM!怪物星人       | 中国大陆        | 上海體育場                 | —                        |            |
| 73       | 2023年11月21日 | 蕭秉治              | 中国大陆        | 上海體育場                 | —                        |            |
| 74       | 2023年11月28日 | 倫敦                | 英国            | O2體育館                   | —                        | —          |
| 75       | 2023年12月1日  | 柏林                | 德国            | Verti Music Hall           | —                        | —          |
| 76       | 2023年12月7日  | 巴黎                | 法國            | 雅高體育館                 | —                        | —          |

## 争议
2023年11月30日，有音乐视频博主在社交媒体称，根据他对网友提供的11月16日上海场次使用手机拍摄的现场视频音轨进行的分析，认为五月天有多首歌曲表演为假唱，并称伦敦场次也有假唱和真假混唱的情况。上海市文化和旅游局稍后称“由于演唱会已经结束，需要一定时间展开调查。”其后五月天经纪公司相信音乐对此发表声明，强调“不存在任何‘假唱’”，并配合执法部门调查。12月6日，五月天主唱阿信回应此事，称“每一场每一声都来自我依赖24年的嗓子，除了真唱，否则没有感动你的方式”。巴黎当地时间2023年12月7日晚，五月天在多个社交媒体平台进行了巴黎演唱会的网络直播或实时上传，其中直播共有6萬观众观看。
2024年5月11日，上海市文旅局通过媒体回应称，经安排稽查人员到现场监察后，未发现上海场次涉及违法行为。同日晚，上海市文旅局执法总队披露调查过程，表示2023年11月上海举行的8个场次均派出执法人员进行全程监管，并对主办方、演出场地方、现场音控师进行调查询问，调取执法记录仪查阅音视频资料，未发现假唱行为。而“麦田农夫”于2024年3月7日发布一条视频表示“鉴定假唱时，没有确认过音源是否正确”，“民间个人，鉴定结果不具备法律效力”，引发讨论，不过该视频已被博主删除。